# 索多 (海地)
索多（法語：Saut-d'Eau，發音：[so do]）是海地中央省米尔巴莱区的市镇，总面积179.41平方千米，2015年人口39069。